# Oleg xứ Novgorod
Oleg the Prophet (Tiếng Slav Đông cổ: Ѡлегъ Olegŭ; tiếng Bắc Âu cổ: Helgi; tiếng Nga: Олег Вещий, đã Latinh hoá: Oleg Veshchy, n.đ. 'Oleg Nhà tiên tri'; tiếng Ukraina: Олег Віщий) hay Oleg Nhà tiên tri là một vương công triều đại Rurik cai trị người Rus' trong giai đoạn cuối thế kỷ thứ 9 và đầu thế kỷ thứ 10.
Biên niên sử Rus' viết rằng ông là người có công dời đô từ Staraya Ladoga (tiếng Bắc Âu cổ: Aldeigjuborg) hoặc Novgorod, đến Kiev (Kyiv) và giành quyền kiểm soát từ tay hai hoàng tử khác là Askold và Dir, và nhờ đó, đã đặt nền móng cho quốc gia hùng mạnh Kiev Rus'. Ông cũng tổ chức một chiến dịch tấn công Constantinople, kinh đô Đế chế Byzantine. Theo các biên niên sử Đông Slav, Oleg là thủ lĩnh tối cao của người Rus' từ năm 882 đến năm 912.
Cách tính niên đại cũ này bị một số sử gia phản đối, họ chỉ ra rằng niên đại này không khớp với những tài liệu khác ví dụ như Lá thư Schechter, một lá thư kể lại các hoạt động của một khagan là HLGW (tiếng Hebrew: הלגו thường được dịch là Helgu) xứ Rus' vào muộn nhất là cuối những năm 940, dưới triều đại của Hoàng đế Byzantine Romanus I. Bản chất mối quan hệ của Oleg với gia tộc thống trị tộc người Rus' là vương triều Rurik, và đặc biệt là người kế vị ông ta, Igor xứ Kiev, là một vấn đề gây tranh cãi giữa các sử gia.

## Oleg trong các biên niên sử Rus'

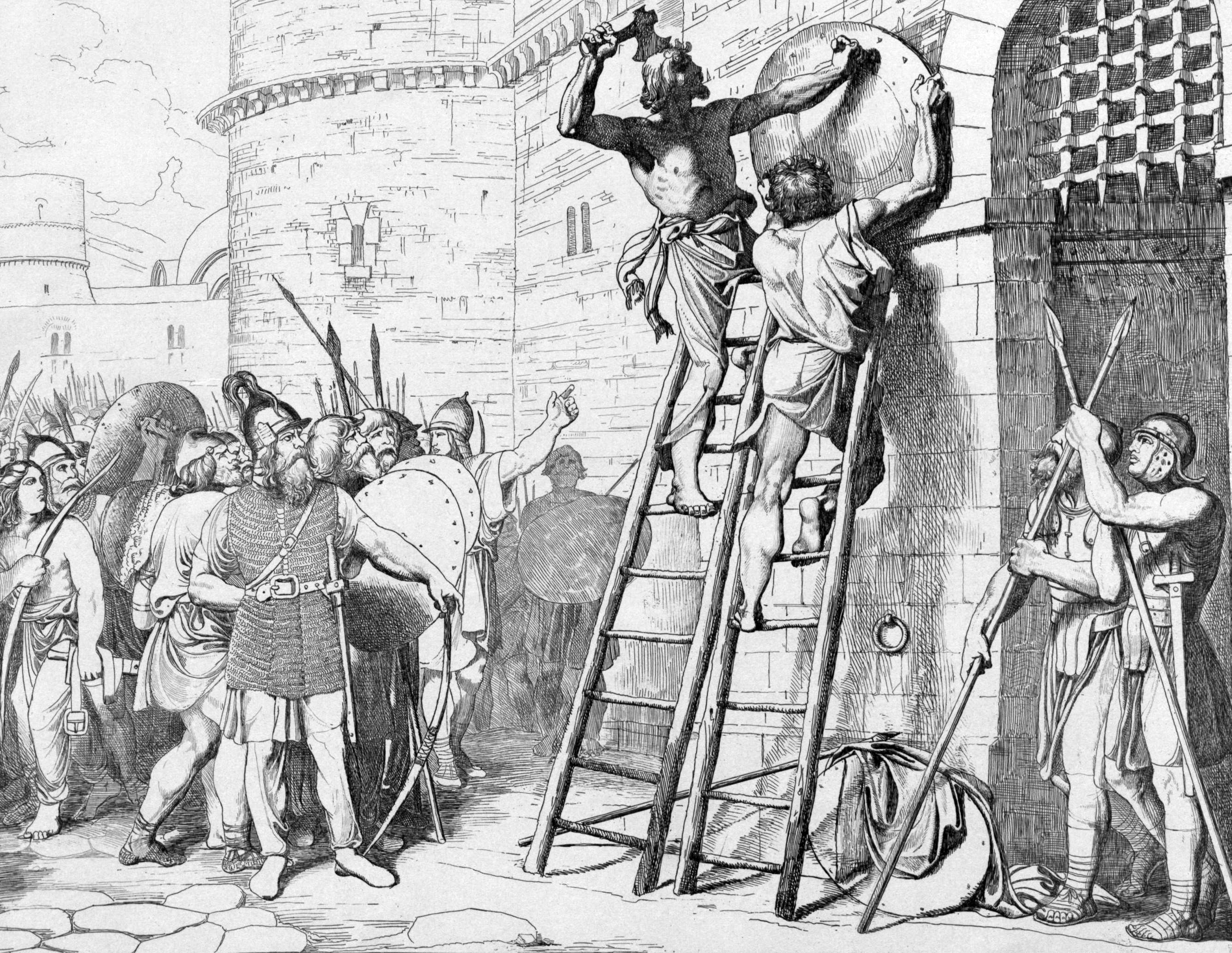
Fyodor Bruni. Oleg Cho Người Gắn Chiếc Khiên Lên Những Cánh Cổng Constantinople.

Theo cuốn Primary Chronicle, Oleg là một họ hàng (có thể là anh/em rể) của người cai trị đầu tiên, Rurik, và được Rurik tin tưởng giao cho quản lý cả vương quốc và đứa con trai nhỏ tuổi của ông ta là Igor. Oleg chiếm quyền kiểm soát các thành phố bên bờ sông Dnieper, nắm quyền tại Kiev bằng cách lập mưu sát hại Askold và Dir, rồi chọn Kiev làm kinh đô của vương quốc Kiev Rus' non trẻ. Kinh đô mới có vị trí địa lý thuận lợi để tấn công vào Constantinople trong năm 907.
Năm 883, Vương công Oleg xứ Novgorod ép người Drevlian phải triều cống Kiev. Năm 907, người Drevlian tham gia chiến dịch quân sự chống lại Đế quốc Byzantine của Kiev.
Theo biên niên sử, Oleg, khi đang tấn công thành phố, đã ra lệnh cho quân sĩ căng buồm thuyền và đứng đợi gió thuận. Khi gió nổi lên, sức gió đẩy những con thuyền gắn bánh xe của ông ta thẳng vào thành phố. Người dân thành phố buộc phải thỏa thuận điều khoản với ông ta. Sau khi gắn tấm khiên của ông ta lên cánh cổng kinh thành, Oleg có được một thỏa thuận thương mại, sau này đã đem lại lợi ích rất lớn cho cả hai bên. Dù các nguồn sử Byzantine không ghi lại những cuộc xung đột này, văn kiện của hiệp ước này vẫn còn lại trong cuốn Chronicle.

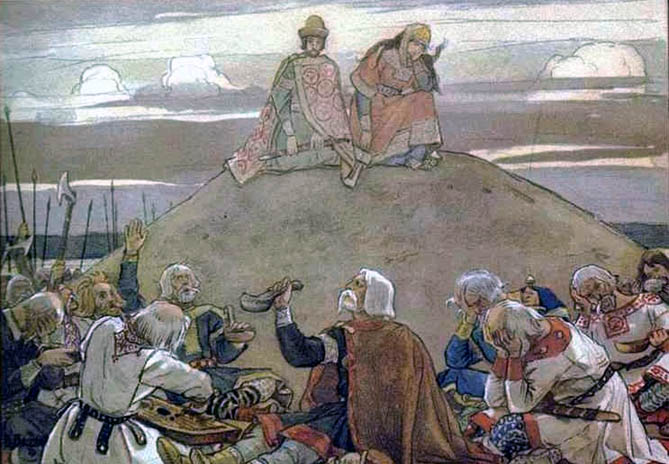
Viktor Vasnetsov. Các chiến binh của Oleg khóc thương ông (1899).

Ghi chép trong cuốn Primary Chronicle về cuộc đời Oleg lại không khớp với các nguồn sử xuất hiện sớm khác, nhất là Novgorod First Chronicle, nói rằng Oleg thực ra không có quan hệ gì với Rurik, mà chỉ là một thân vương từ Scandinavia, phục vụ với tư cách là tư lệnh quân đội của Igor. Novgorod First Chronicle không ghi lại thời gian bắt đầu triều đại của Oleg, nhưng ghi rằng ông ta chết năm 922 chứ không phải 912.
Các học giả cho rằng các mốc thời gian này mâu thuẫn với ghi chép về triều đại "lâu dài" gần ba mươi năm của cả Oleg và Igor trong Primary Chronicle. Primary Chronicle và các nguồn sử Kiev khác cho rằng mộ của Oleg nằm ở Kiev, trong khi các nguồn sử Novgorod lại xác định một gò mộ ở Ladoga là nơi yên nghỉ cuối cùng của Oleg.

### Truyền thuyết về cái chết của Oleg Nhà tiên tri

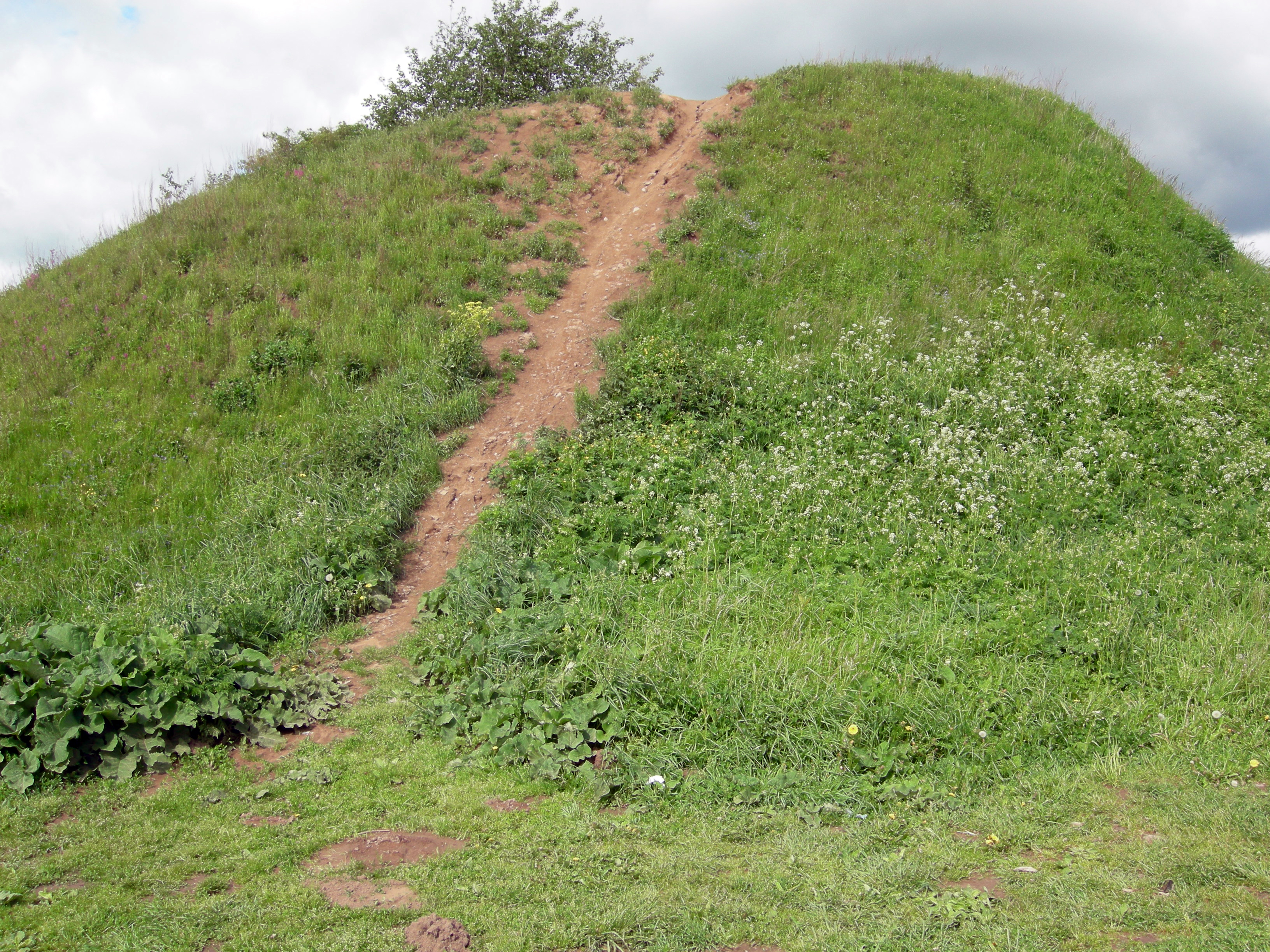
Nơi được đồn là gò mộ của Oleg xứ Novgorod; Sông Volkhov gần Staraya Ladoga.

Trong Primary Chronicle, Oleg được gọi là Nhà tiên tri, tên này có ý nghĩa gợi nhắc đến tên của ông ta trong tiếng Bắc Âu (có nghĩa là "thầy tế"). Theo truyền thuyết, do Alexander Pushkin lãng mạn hóa trong vở ballad "The Song of the Wise Oleg," các thầy tế ngoại giáo (volkhvs) đã tiên đoán rằng Oleg sẽ phải chết vì con ngựa giống của ông ta.
Để thách thức lời tiên tri, Oleg ra lệnh đưa con ngựa đi chỗ khác. Nhiều năm sau ông ta hỏi con ngựa giờ ở đâu, và thuộc hạ của ông nói rằng nó đã chết. Ông ta nói muốn đến chỗ mộ con ngựa, và người ta dẫn ông đến chỗ họ chôn xác nó. Khi mũi ủng của ông ta chạm vào cái đầu lâu ngựa, một con rắn trườn ra từ cái đầu lâu và cắn ông ta. Oleg chết vì nọc rắn, do vậy lời tiên tri đã thành hiện thực.
Cái chết của Oleg được giải nghĩa là một dị bản của chủ đề ba kiểu chết xuất hiện trong các thần thoại và truyền thuyết Ấn-Âu, trong đó lời tiên tri, con rắn và con ngựa đại diện cho ba nghề nghiệp: lời tiên tri liên quan đến thế lực tối cao, con ngựa liên quan đến nghề chiến binh, và con rắn là sự sinh sôi.
Theo văn hóa Scandinavia, truyền thuyết này truyền cảm hứng cho saga Orvar-Odd.

## Oleg trong Lá thư Schechter
Theo Primary Chronicle, Oleg băng hà năm 912 và người thừa kế ông ta, Igor xứ Kiev, cai trị từ năm đó cho đến khi bị ám sát vào năm 945. Lá thư Schechter, một tài liệu do một người Khazar Do Thái viết, cùng thời với Romanus I Lecapenus, miêu tả các hoạt động của một thống soái Rus' là HLGW (tiếng Hebrew: הלגו), thường được dịch là "Helgu". Trong nhiều năm, các học giả đã coi thường bằng chứng trong Lá thư Schechter, trong đó nhắc đến Helgu (thường được hiểu là Oleg) do tài liệu này có niên đại trong những năm 940.
Tuy nhiên, gần đây, các học giả như David Christian và Constantine Zuckerman đã gợi ý rằng nhiều biên niên sử nước Nga đã chứng thực cho Lá thư Schechter, cho rằng có một cuộc tranh quyền đoạt vị trong nền chính trị Rus' sơ khai giữa phe trung thành với Oleg và phe kia của Igor thuộc vương triều Rurik, và Oleg đã thua trong cuộc tranh giành quyền lực này. Zuckerman công nhận là niên đại của nước Rus' phải được sắp xếp lại sao cho hợp lý với những nguồn sử kia. Zuckerman và nhiều người khác, sau khi đã phân tích các nguồn sử này, đã bắt đầu tin vào nhiều sự kiện khác, như việc người Khazar không hề để mất Kiev cho đến tận đầu thế kỷ thứ 10 (thay vì trong năm 882, như sử sách truyền thống ghi lại), việc Igor không phải là con trai của Rurik mà là một hậu duệ xa, và Oleg không lên ngôi ngay sau Rurik, mà thực chất giữa vị lãnh chúa người Varyag huyền thoại và những người thừa kế được ghi lại kia cách nhau cả một thế hệ, và sử sách không ghi lại chút gì về thế hệ đó.
Một điểm thú vị là khi Lá thư Schechter ghi lại cái chết của Oleg (cụ thể là, ông ta đã chạy khỏi vương quốc và tấn công FRS, một địa điểm được xác định, nhưng không chắc chắn, là xứ Ba Tư, và ông ta bị hạ sát ở đó) có nhiều điểm chung đáng kể nếu so với nguồn sử từ phía Ả Rập, ví dụ như của Ibn Miskawayh, người này đã miêu tả một cuộc tấn công của người Rus' nhằm vào vương quốc Hồi giáo Arran trong năm 944/5.

## Những nỗ lực để điều chỉnh lại thông tin từ các nguồn sử

Các thầy tế ngoại giáo tiếp cận Vương công Oleg, một bản minh họa vở ballad của Pushkin ở Kholuy.

Trái với phiên bản của Zuckerman, Primary Chronicle và sau đó là Kiev Chronicle cho rằng mộ Oleg nằm ở Kiev, và vào thời kỳ những cuốn sách này được biên soạn, người ta vẫn có thể thấy ngôi mộ đó. Hơn nữa, các học giả đã chỉ ra rằng nếu Oleg nối ngôi Rurik vào năm 879 (như các biên niên sử Đông Slav viết), khó có thể có chuyện ông ta còn sống đến 70 năm sau, trừ khi ông ta sống lâu đến nỗi kỳ lạ trong thời Trung Cổ. Để giải thích những điều bất hợp lý này, một số người cho rằng có thể các vua tư tế của Rus' đã dùng tước hiệu helgu, mang nghĩa "thần thánh" trong tiếng Bắc Âu, và Igor sau đó là những người khác cũng thừa kế tước hiệu này.
Cũng có thể người tên là Helgu-Oleg đã phát động chiến tranh trong những năm 940 không phải là người thừa kế của Rurik. Ông ta có thể là một trong những "hoàng tử công minh và vĩ đại" được ghi lại trong những hiệp ước Rus'-Byzantine những năm 911 và 944, hoặc một trong những "quan chấp chính người Rus" được nhắc đến trong De administrando imperio. Đáng tiếc là, Primary Chronicle không nói lên cụ thể mối quan hệ của những hoàng tử vương triều Rurik sống vào thời đó, mặc dù những cái tên Rurik, Oleg và Igor đã xuất hiện trong hoàng tộc nhà Rurik thế kỷ 10 và 11.
Georgy Vernadsky thậm chí còn xác định Oleg trong Lá thư Schechter thực chất là đứa con trai cả vô danh của Igor, là chồng của bà góa Predslava được nhắc đến trong hiệp ước Rus'-Byzantine năm 944. Mặt khác, V. Ya. Petrukhin lại suy ra rằng Helgu-Oleg xuất hiện trong những năm 940 đó là một trong những vương công bản địa của Chernigov, thuộc về một vương triều có mối quan hệ gần gũi với Khazaria, như những mẫu vật ở Mộ Đen, một kurgan hoàng gia lớn được khai quật gần Chernigov, chỉ ra.

## Trong văn hóa đại chúng
- Oleg xuất hiện trong bộ phim Liên Xô The Legend of Princess Olga (1983), được thủ vai bởi diễn viên người Nga Nikolay Olyalin.
- Diễn viên người Hungary László Helyey đóng vai Oleg trong bộ phim Honfoglalás (1996) do Hungary sản xuất, phim dựa trên nhân vật có thật Árpád (thủ vai bởi Franco Nero).
- Bộ phim Đan Mạch A Viking Saga (2008) kể về buổi đầu đời và sự nghiệp của Oleg. Oleg được thủ vai bởi Ken Vedsegaard, cùng với Erik Holmey trong vai Rurik, Kim Sønderholm vai Dir và Peter Gantzler vai Askold, phản diện chính.
- Vương công Oleg xuất hiện với tư cách phản diện chính trong mùa 6 của Vikings (2019–2020). Trong bộ phim này, Askold và Dir là các anh em của ông. Vào vai ông là diễn viên người Nga Danila Kozlovsky.
- Vương công Oleg xuất hiện trong vở kịch của Nga The Rurikids. The story of the first dynasty (2019), kể lại câu chuyện về vương triều Rurik (thế kỷ thứ 9–16). Vào vai ông là diễn viên người Nga Dmitry Moguchev.
- Oleg xuất hiện trong trò chơi điện tử Crusader Kings III nổi tiếng, trong đó ông ta là con trai của Rurik Rurikid, mang tên Helgi 'Nhà tiên tri' và theo tôn giáo Slovianska Pravda, khác với tôn giáo Ásatrú (Ngoại giáo Bắc Âu) của Rurik.

## Dẫn nguồn
- Artamonov, Mikhail. Istoriya Khazar. Leningrad, 1962.
- Bain, Robert Nisbet (1911). "Oleg" . Trong Chisholm, Hugh (biên tập). Encyclopædia Britannica. Quyển 20 (ấn bản thứ 11). Cambridge University Press. tr. 76–77.
- Brutskus, Julius D. Pismo Hazarskogo Evreja Ol X Veka. Berlin 1924.
- Christian, David. A History of Russia, Central Asia and Mongolia, Vol. 1. Blackwell, 1998.
- Dunlop, D.M. History of the Jewish Khazars. Princeton: Princeton Univ. Press, 1954.
- Gregoire, H. 'Le "Glozel' khazare." Revue des Études Byzantines 12, 1937.
- Golb, Norman and Omeljan Pritsak. Khazarian Hebrew Documents of the Tenth Century. Ithaca: Cornell Univ. Press, 1982. [Note:as each author was responsible for separate sections of the work, they are referenced separately above.]
- Kloss, B.M. "Letopis' Novgorodskaja pervaja". Slovar' Kniznikov i Knizhnosti Drevnej Rusi, vol. 1. Leningrad 1987.
- Kokovtsov P.S. Еврейско-хазарская переписка в X веке. Leningrad 1932.
- al-Miskawaihi. The Eclipse of the 'Abbasid Caliphate. D. S. Margoliouth, trans. Oxford 1921.
- Mosin, V. "Les Khazars et les Byzantins d'apres l'Anonyme de Cambridge." Revue des Études Byzantines 6 (1931): 309–325.
- Nasonov, A.N., ed. Novgorodskaja Pervaja Letopis Starshego i Mladshego Izvodov. Moscow, 1950.
- Novoseltsev, Anatoli P. Hazarskoe Gosudarstvo i Ego Rol' v Istorii Vostochnoj Evropy i Kavkaza. Moscow 1990.
- Parkomenko V.A. У истоков русской государственности. Leningrad, 1924.
- Petrukhin V.Ya. "Князь Олег, Хелгу Кембриджского документа и русский княжеский род". Древнейшие государства Восточной Европы. 1998. Памяти А.П. Новосельцева. Moscow, Russian Academy of Sciences, 2000: 222–230.
- Pushkin, Alexander. The Song of the Wise Oleg. Leningrad, Aurora Art Publishers, 1991.
- Shahmatov, A.A. Ocherk Drevnejshego Perioda Istorii Russkogo Jazyka. Petrograd, 1915 (reprinted Paris 1967).
- Zuckerman, Constantine. "On the Date of the Khazar's Conversion to Judaism and the Chronology of the Kings of the Rus' Oleg and Igor." Revue des Études Byzantines 53 (1995): 237–270.
- Vernadsky, Georgy. Kievan Rus. Moscow, 1996.

## Đường dẫn ngoài
- Tư liệu liên quan tới Oleg of Novgorod tại Wikimedia Commons